# Маслов, Борис Семёнович
Борис Семёнович Маслов (29 февраля 1903,  Саратов,  Российская империя —  26 октября 1966, Москва,  СССР) — советский военачальник, генерал-майор (27.01.1943).

## Биография
Родился 29 февраля 1903 года в городе Саратов. Русский.

### Военная служба

#### Межвоенные годы
В ноябре 1925 года был призван в РККА и зачислен красноармейцем в 94-й стрелковый полк 32-й стрелковой дивизии ПриВО. В октябре 1926 года в этом же полку окончил полковую школу, после чего там же служил отделенным командиром и старшиной, в 1928 году вступил в ВКП(б), с мая 1930 года — исполнял должность командира взвода. В октябре 1931 года переведен в 170-й стрелковый полк, где был командиром стрелкового взвода и взвода полковой школы. С марта 1932 года командовал взводом и ротой в 245-м стрелковом полку.  
В апреле 1933 года направлен на Дальний Восток, где служил во 2-м особом полку ОКДВА командиром роты и помощником начальника штаба полка. С июня 1935 года исполнял должность помощника начальника штаба 176-го горнострелкового полка, а с августа 1937 года — помощник начальника отделения Разведывательного отдела штаба ОКДВА. В октябре 1938 года переведен в ОрВО командиром батальона 164-го стрелкового полка 55-й стрелковой дивизии, а в сентябре 1939 года назначен командиром 107-го стрелкового полка этой дивизии. С ноября 1939 года по март 1940 года находился на курсах «Выстрел», после окончания командовал 607-м стрелковым полком 185-й стрелковой дивизии в Орловском и Прибалтийском Особом военных округах. В декабре 1940 года назначен командиром 280-го стрелкового полка 185-й моторизованной дивизии 21-го механизированного корпуса МВО.

#### Великая Отечественная война
В начале войны майор Маслов продолжал командовать этим полком. С 23 июня 1941 года  185-я моторизованная дивизия в составе корпуса вошла в подчинение Северо-Западного фронта и участвовала в приграничном сражении, в тяжелых оборонительных боях в районе города Даугавпилс. Затем ее части, в том числе и 280-й стрелковый полк, под ударами превосходящих сил противника отходили на псковском и новгородском направлениях. В августе дивизия была преобразована в стрелковую и вела боевые действия в составе 27-й армии Северо-Западного фронта, с сентября — в составе Новгородской армейской оперативной группы фронта. В октябре 1941 года майор  Маслов был назначен начальником штаба этой же 185-й стрелковой дивизии, которая в это время входила в состав 30-й армии Калининского фронта и участвовала в Калининской оборонительной операции. В середине ноября она в составе этой же армии вошла в подчинение Западному фронту и участвовала в Клинско-Солнечногорской оборонительной операции. В ходе контрнаступления под Москвой в середине декабря дивизия вместе с 30-й армией вновь вошла в Калининский фронт. 
В январе 1942 года подполковник  Маслов был назначен врид командира 381-й стрелковой дивизии. В составе 39-й армии Калининского фронта участвовал с ней в Ржевско-Вяземской наступательной операции, в боях на сычёвском и ржевском направлениях. В начале февраля противник встречными ударами из районов Ржева и Оленино перерезал узкий коридор, образованный войсками армии в его обороне западнее Ржева. С февраля по июль 1942 года дивизия в составе армии вела оборонительные бои, находясь под угрозой полного окружения северо-западнее Вязьмы (связь с фронтом поддерживалась лишь через узкую горловину между городами Белый и Нелидово). 5 июля 1942 года противник сумел перерезать все коммуникации армии и полностью окружить ее. Более двух недель части дивизии вели тяжелые бои в окружении, неся большие потери. Лишь в конце июля ее остаткам удалось прорваться к своим войскам. После пополнения личным составом, вооружением и техникой  Маслов командовал этой дивизией вплоть до середины июня 1943 года, затем был переведен на должность командира 19-й гвардейской стрелковой дивизии. Воевал с ней в составе Калининского (с 20 октября 1943 г. — Прибалтийского) фронта. За отличия в Духовщинско-Демидовской операции при освобождении города Рудня приказом ВГК от 29 сентября 1943 года ей было присвоено почетное наименование «Рудненская». В январе 1944 года находился в госпитале по болезни, затем состоял в резерве ГУК НКО. В мае 1944 года направлен на учебу в Высшую военную академию РККА им. К. Е. Ворошилова, после ее окончания в апреле 1945 года назначен заместителем начальника Организационно-мобилизационного управления ГУК НКО.
За время войны комдив Маслов был один раз персонально упомянут в благодарственном в приказе Верховного Главнокомандующего.

#### Послевоенное время
После войны генерал-майор  Маслов на прежней должности, в июле 1947 года назначен начальником Организационно-мобилизационного управления ГУК Военного министерства СССР. С апреля 1950 года исполнял должность начальника 6-го, а с декабря 1952 года — 5-го управлений ГУК Советской армии. В апреле 1953 года, в связи с проведением организационных мероприятий, он был назначен заместителем начальника сначала 3-го, а в мае 1955 года — 4-го управлений ГУК. В сентябре 1958 года гвардии генерал-майор  Маслов уволен в запас.
Умер 26 октября 1966 года, похоронен на Головинском кладбище в Москве.

## Награды
- орден Ленина (15.11.1950)[5]
- четыре ордена Красного Знамени (29.12.1941[6], 05.05.1942[7],  06.11.1945 [8][5], 30.12.1956[5])
- орден Александра Невского  (02.10.1943)[9]
- орден Красной Звезды (03.11.1944)[10][5]
- медали в том числе:
  - «За оборону Москвы» (1944)
  - «За Победу над Германией в Великой Отечественной войне 1941—1945 гг.» (1945)
  - «За победу над Японией» (1945)

Приказы (благодарности) Верховного Главнокомандующего в которых отмечен Б. С. Маслов.
- За освобождение города Рудня – сильного опорного пункта и узла коммуникаций противника на витебском направлении. 29 сентября 1943 года. № 27.

Других государств
- рыцарский крест ордена «Виртути Милитари» (ПНР)